# Митна логістика
Митна логістика — це розділ логістики, що забезпечує доставку вантажів між країнами та спрямований, зокрема, на оптимізацію зовнішньоекономічної діяльності.

## Історія
Термін виник спочатку в інтендантській службі збройних сил і походить від грец. λογιστική, що означає «лічильне мистецтво». Вперше використовується в трактатах з військового мистецтва візантійського імператора Лева VI (865—912). У Візантійській імперії при дворі імператора були «логістики», в обов'язки яких входило розподіл продуктів.
Розвинені логістичні методи можна знайти у різних культурах різних епох. Наприклад, іспанський юрист і економіст XVI століття Хуан Поло де Ондегардо в 1572 повідомляв про те, що в Імперії інків чиновниками кипукамайоками вівся облік за поточними необхідними продуктами для інкського двору, при цьому враховувалися місце відправлення, продукція, що доставляється, термін доставки, і, можливо, відстань.

## Етимологія
В українську мову термін «логістика» ввів на початку XIX століття французький військовий фахівець Антуан Жоміні. За радянських часів за умов планової економіки його замінили терміном «постачання». На підприємствах існували відділи постачання, завданням яких було не так знайти потрібний ресурс, як забезпечити його постачання через рішення міністерств та відомств. Яскравий приклад «постачальників» показаний у кінокомедії Леоніда Гайдая «Небезпечно для життя!»
З поширенням комп'ютерного устаткування виникли автоматизовані логістичні системи.

## Автори
Дослідженню митних аспектів в логістиці присвячували свої праці вітчизняні і закордонні науковці і практики. Серед них Гаргасас А., Вітковський П., Зайцева К. В., Платонов О. І., Палшайтіс Р., Остапенко А. С., Смирнов І. Г., Пономарьова Н. В., Столяр Т. В., Міщенко І. В., Гужевська Л. А. та інші.
Смирнов І. Г. зазначає, що митна логістика — новітній науково-практичний напрям, що з'єднує дві державно-господарські сфери: логістичну та митну діяльність, при цьому, виділяє 6 рівнів регіональних митно-логістичних систем, в яких здійснюються різноманітні операції щодо потоків митної переробки вантажів згідно митних режимів, а також функціональні складові митної логістики (здійснення митних та інших видів контролю, їх фінансове, інформаційне, матеріально-технічне забезпечення). Гужевська Л. А. зазначає, що митна логістика — це функціональна область логістики, що займається плануванням, контролем і керуванням транспортуванням, складуванням та іншими матеріальними та нематеріальними операціями, що здійснюються над сировиною, матеріалами, напівфабрикатами, готовою продукцією в процесі перетину митного кордону, а також передачею, зберіганням та обробкою відповідної інформації. Пономарьова Н. В. та Столяр Т. В. визначають митну логістику як невід'ємну частину логістичного ланцюга доставки вантажів у міжнародному сполученні та розкривають цільову функцію процесу митної переробки вантажів та ведуть мову про регіональну, компонентну і функціональну структури митної логістики, а також її зв'язок з транспортно-логістичною діяльністю, визначення часу на виконання митних процедур за різними видами митних режимів. Остапенко А. С. та Повод Т. М. стверджують наступне «сутність терміна „митна логістика“ є поєднанням логістичних процесів учасників ЗЕД (митних перевізників) із процесами митного контролю та оформлення товарів митними органами країн експорту, імпорту та транзиту». На думку Яблонскіса А. Петерсон М. Кетнера К., митна логістика — це специфічна сфера логістики, в якій процеси, характерні для національної логістики, усуваються або, скоріше, «переносяться» на другий план, і яка включає як невід'ємну частину конкретні сегменти діяльності митних та інших органів, що здійснюють нагляд які пов'язані з логістичною діяльністю.

## Сутність
Митна логістика розглядається і як науковий напрям, і як практична діяльність, і як функціональна область логістики, і як частину логістичного ланцюга, і як сукупність логістичних процесів учасників ЗЕД. Ідентифікація митної логістики як об'єкта наукових досліджень методологічно обґрунтована також тим, що вона характеризується як незалежна та специфічна область логістики, діяльність якої (дії, операції, функції, процеси) регулюється міжнародним та національним законодавством урядової митниці, міжнародної торгівлі, міжнародного бізнесу та міжнародного співробітництва, а об'єкти та суб'єкти цієї діяльності підлягають митному нагляду, митним інспекціям та іншим діям органів, що здійснюють нагляд. Це визначає автономію митної логістики, оскільки тільки в цій сфері логістики, а не в інших (транспорт, складське господарство, військова сфера тощо) така діяльність з потоками та ресурсами здійснюється і може здійснюватися під митним наглядом. Специфіка митної логістики як галузі логістики проявляється у вигляді операцій, характерних виключно для митної логістики (митний статус товарів, митна вартість товарів, визначення походження товару, перевірка гарантії), функції, що виконуються при нагляді (визначення та стягнення митного збору, управління ризиками у міжнародному ланцюжку поставок, контроль діяльності, що здійснюється митними складами та митними агентами), участь спеціальних суб'єктів логістичної діяльності (митні органи, служби прикордонної служби та інші органи) здійснюють нагляд, агенти, що надають митні послуги, митні склади, митних перевізників тощо) у діяльності, пов'язаній з митною логістикою, а також конкретну взаємодію суб'єктів, що впливають на цю діяльність та її результати (партнерство державного та приватного секторів, міжнародні мережі тощо). Об'єктно-предметним полем митної логістики насамперед є експортно-імпортні товарні потоки — впорядкована множина товарно-матеріальних або нематеріальних цінностей, структурно взаємопов'язаних між собою і які сприймаються як єдине ціле, що в процесі свого руху від постачальника до споживача хоча б один раз перетинають митний кордон, і щодо яких, в зв'язку з цим, здійснюються спеціальні (митні) операції. Вони включають вхідні (імпорт) та вихідні (експорт) види потоків. Їх супроводжують інформаційні потоки: вихідні (від митниць до центрального органу), вхідні (навпаки), супроводжувальні (документи на товар). При цьому, здійснення зовнішньоторговельних операцій передбачає, що фінансовий потік поділяється на дві частини: до першої належать платежі, що сплачуються постачальнику за товар (його особливістю є те, що він регулюється законодавством більшості держав і міжнародними угодами); до другої частини належать митні платежі, за допомогою яких держава регулює обсяги, асортиментний склад і напрямки переміщення експортно-імпортних товарних потоків.
Основною логістичною функцією митної діяльності є організація процесу митної переробки вантажів, яка об'єднує процеси реалізації митних процедур, пов'язаних з фізичним і економічним переміщенням зовнішньоторговельних вантажів через митний кордон. Логістика повинна забезпечити узгодженість матеріальних (товарних), інформаційних та фінансових потоків в митній діяльності, оптимальну технологію переміщення товарів через митний кордон з метою прискорення цього процесу, а також відпрацювання стандартних логістичних вимог як по відношенню до митних процедур, так і до діяльності учасників ЗЕД Митні функції транспортно-логістичних фірм полягають у тому, що по-перше, їхня виробнича діяльність пов'язана з перетином митних кордонів, отже вимагає знання та дотримання митних вимог та взаємодії за митними органами; по-друге, великі транспортно-логістичні фірми мають в своїй структурі митні пости та ліцензовані митні склади, можуть виконувати функції митного перевізника та митного брокера, отже самі здійснюють митні функції. Щодо третього напряму митної логістики — відпрацювання стандартних логістичних вимог до застосування митних режимів, то у Митному кодексі України представлено 14 митних режимів. До них належать імпорт (випуск для вільного обігу), реімпорт, експорт (остаточне вивезення), реекспорт, транзит, тимчасове ввезення, тимчасове вивезення, митний склад, вільна митна зона, безмитна торгівля, переробка на митній території, переробка за межами митної території, знищення або руйнування, відмова на користь держави. Для виконання функції оптимізації та гармонізації митного законодавства України до стандартів Європейського Союзу та мінімізації ризиків у митному контролі було прийнято Закон України «Про режим спільного транзиту та запровадження національної електронної транзитної системи» від 12.09.2019 № 78-IX. За цим законом, режим спільного транзиту — різновид митного режиму транзиту, відповідно до якого товари переміщують під митним контролем між двома митними органами України або в межах зони діяльності одного митного органу без будь-якого використання таких товарів з умовним повним звільненням від оподаткування митними платами, без застосування заходів нетарифного регулювання ЗЕД та з урахуванням особливостей, визначених Законом.

## Сучасне використання/розуміння
Якісна митна логістика тісно пов'язана зі спрощенням умов та організації зовнішньої торгівлі, особливо з огляду на митні операції та процедури і прикордонну адміністрацію, оскільки в умовах сьогодення зростають обсяги міжнародної торгівлі, важливість глобальних ланцюгів постачання, а також менш витратної та вчасної доставки вантажу. Саме тому вдосконалення митної логістики набуває все більшого значення для уникнення небажаних затримок та зниження митних ризиків, адже значна кількість та складність оформлення документів під час проходження митного контролю створюють додаткові витрати як часу, так і коштів для бізнесу. На розвиток митної логістики мають вплив такі чинники: розвиток світової економіки і зростання зовнішньоторговельного обороту між країнами; зростання ролі науково-технічного розвитку; процеси глобалізації, інтеграції та регіоналізації; збільшення ролі транснаціональних корпорацій; лібералізація економік країн світу, непередбачувані випадки (пандемії, стихійні лиха тощо).